# أورسولا مولر
أورسولا مولر (بالألمانية: Ursula Buckel)‏ (و. 1926 – 2005 م) هي مغنية ألمانية، ولدت في لاوشا، توفيت في جنيف، عن عمر يناهز 79 عاماً.